# Stazione di Streatham
La stazione di Streatham è una stazione ferroviaria situata nel quartiere di Streatham, nel borgo londinese di Lambeth. L'impianto sorge lungo la ferrovia di Sutton e della Valle del Mole.

## Strutture e impianti
L'ingresso principale si trova sulla Streatham High Road.
I due binari sono situati a un piano inferiore rispetto all'ingresso e la stazione non è accessibile ai disabili fin dai lavori di ristrutturazione effettuati negli anni ottanta. I tornelli sono stati installati all'ingresso nel giugno del 2009.
La stazione di Streatham si trova nella Travelcard Zone 3.

## Movimento
La stazione è servita da treni della Southern Railway per London Bridge e West Croydon e di Thameslink, diretti a sud verso Sutton via Wimbledon o Mitcham e a nord attraverso il centro di Londra fino a raggiungere St. Albans, Luton e Bedford.